# Herb gminy Rudziniec
Herb gminy Rudziniec – jeden z symboli gminy Rudziniec, ustanowiony 24 lutego 2009.

## Wygląd i symbolika
Herb przedstawia na tarczy w kolorze srebrnym, brązową, belkowaną dzwonnicę z uchylonymi drzwiami, izbicą z dwoma prostokątnymi oknami i nakrytą dachem gontowym. Z lewej i prawej strony dzwonnicy umieszczono drzewa iglaste o brązowych pniach. Podstawa tarczy błękitna, odcięta linią falistą.